# Philippe du Plaissis
Philippe du Plaissis (zm. 12 listopada 1209) — trzynasty wielki mistrz zakonu templariuszy w latach 1201 - 1209.
Urodził się na zamku Le Plessis-Macé koło Angers. W 1189 przyłączył się do III krucjaty jako zwykły rycerz i wstąpił do zakonu templariuszy już w Ziemi Świętej.
Okres jego rządów to czas rozprzężenia dyscypliny wewnętrznej w zakonie i otwarty konflikt zbrojny z chrześcijańskim władcą Armenii Leonem II o zwrot zakonnych zamków: Gasteinu i Darbasaku.
Podczas obrad zgromadzenia zwołanego przez Jana z Ibelinu w lipcu 1210 sprzeciwił się przedłużeniu porozumienia zawartego 6 lat wcześniej z Al-Adilem argumentując nieobecnością nowo wybranego kròla Jerozolimy Jana z Brienne.